# Стояновщина
Стояновщина — деревня в Лужском городском поселении Лужского района Ленинградской области.

## История
Деревня Стояновщина упоминается на карте Санкт-Петербургской губернии Ф. Ф. Шуберта 1834 года.

СТОЯНОВЩИНА — деревня принадлежит капитану-лейтенанту флота Петру Герингу, число жителей по ревизии: 24 м. п., 27 ж. п. (1838 год)

СТОЯНОВЩИНА — деревня господина Геринга, по просёлочной дороге, число дворов — 8, число душ — 42 м. п. (1856 год)

СТОЯНОВЩИНА (СВЯТКОВО) — деревня, число жителей по X-ой ревизии 1857 года: 28 м. п., 25 ж. п.

СТОЯНОВЩИНА — деревня владельческая при ключе, число дворов — 8, число жителей: 41 м. п., 40 ж. п.. (1862 год)

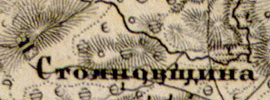
Деревня Стояновщина на карте 1863 года

Согласно подворной описи 1882 года:

СТОЯНОВЩИНА (СВЯТКОВО) — деревня Смердовского общества Кологородской волости

домов — 13, душевых наделов — 28, семей — 17, число жителей — 33 м. п., 44 ж. п.; разряд крестьян — собственники

В XIX — начале XX века деревня административно относилась к Кологородской волости 2-го земского участка 2-го стана Лужского уезда Санкт-Петербургской губернии.
По данным «Памятной книжки Санкт-Петербургской губернии» за 1905 год деревня Стояновщина входила в Смердовское сельское общество.

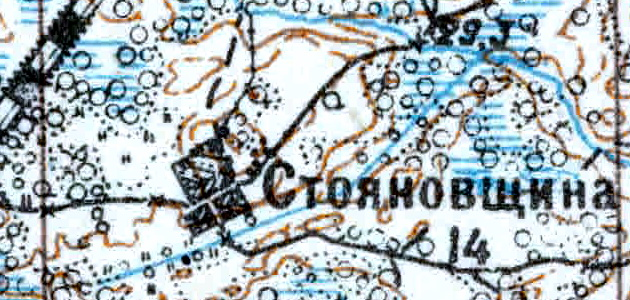
Деревня Стояновщина на карте 1926 года

Согласно топографической карте 1926 года деревня насчитывала 14 крестьянских дворов.
По данным 1933 года деревня Стояновщина входила в состав Смердовского сельсовета Лужского района.
По данным 1966 года деревня Стояновщина также входила в состав Смердовского сельсовета.
По данным 1973 года деревня Стояновщина входила в состав Калгановского сельсовета.
По данным 1990 года деревня Стояновщина входила в состав Межозёрного сельсовета.
В 1997 году в деревне Стояновщина Межозёрной волости проживали 11 человек, в 2002 году — также 11 человек (все русские).
В 2007 году в деревне Стояновщина Лужского ГП проживали 13 человек.

## География
Деревня расположена в южной части района на автодороге Зелёный Бор — Стояновщина.
Расстояние до административного центра поселения — 9 км.
Расстояние до ближайшей железнодорожной станции Луга — 12 км.

## Демография
| 1838 | 1862 | 1997 | 2007 | 2010 | 2017 |
| ---- | ---- | ---- | ---- | ---- | ---- |
| 51   | ↗81  | ↘11  | ↗13  | ↘3   | ↗13  |

## Улицы
Дачная, Еловая, Железнодорожная, Цветочная.